# Teste Revisado da Bulimia
O Teste Revisado da Bulimia (BULIT-R) é um questionário de autorrelato de 36 itens para avaliar a presença de sintomas bulímicos. Foi desenvolvido por Thelen et al. em 1991, sendo que a primeira versão (BULIT) foi projetada por Thelen et al. em 1984. O teste foi validado para uso em homens e mulheres.

## Pontuação
O BULIT-R contém 36 questões de escolha múltipla com cinco respostas possíveis, 28 das quais são consideradas na pontuação total, as questões 6,11, 19, 20, 27, 29, 31 e 36 não são pontuadas. Os itens 2, 5, 7, 8, 10, 12, 13, 14, 15, 16, 17, 21, 23, 26, 28, 30, 32, 35 são pontuados inversamente. As pontuações variam de 29 a 140, sendo aquelas maiores do que 104 indicativas de bulimia nervosa.